# Rio Branquinho
O Rio Branquinho é um rio brasileiro que banha o oeste do estado do Amazonas. 